# 맨해트니제이션

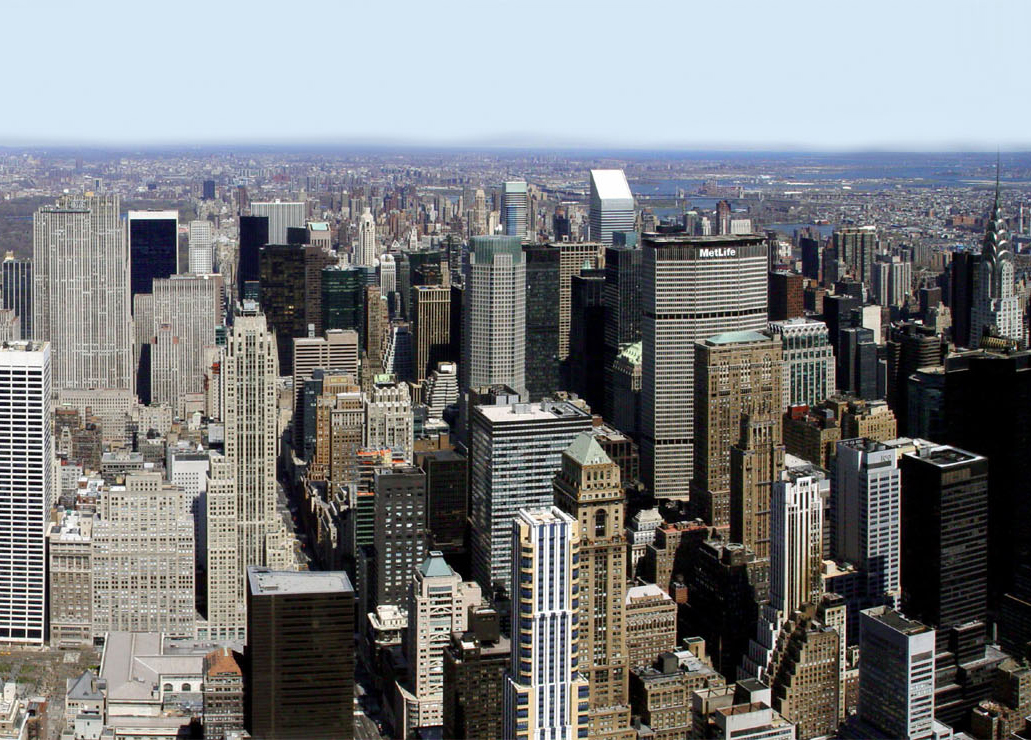
맨해튼

맨해트니제이션(영어: Manhattanization) 또는 맨해튼화는 건축할 공간이 줄어 건물만 점점 고층화된다는 것을 설명하기 위해 만든 신조어이다. 1960년대와 1970년대 고층 건물만 있는 샌프란시스코를 경멸적으로 부르는 용어이기도 하며, 라스베이거스를 설명하는 유행어로 사용되었다. 최근에는, 2003년부터 2008년까지 부동산 개발 붐과 고층 건물이 계속을 생겨나는 마이애미를 설명하는 용어로도 사용되었다.

## 같이 보기
- 밴쿠버주의
- 캘리포니케이션
- 브뤼셀리제이션